# (126578) Suhhosoo
(126578) Suhhosoo est un astéroïde de la ceinture principale.

## Description
(126578) Suhhosoo est un astéroïde de la ceinture principale. Il fut découvert le 11 février 2002 à Bohyunsan par Young-Beom Jeon. Il présente une orbite caractérisée par un demi-grand axe de 2,95 UA, une excentricité de 0,11 et une inclinaison de 1,0° par rapport à l'écliptique.

## Compléments